# Karl Schnetzler

Karl Schnetzler

Karl Schnetzler (* 20. November 1846 in Rastatt; † 6. Dezember 1906 in Karlsruhe) war ein deutscher Verwaltungsjurist, der als Oberbürgermeister der Stadt Karlsruhe Bedeutung erlangte.
Schnetzler studierte Rechtswissenschaft. 1866 wurde er während seines Studiums Mitglied der Burschenschaft Teutonia Freiburg. Nach seinem Staatsexamen trat er 1873 in den badischen Staatsdienst ein. Seit dem 10. Mai 1875 war er Bürgermeister von Karlsruhe und vom 25. April 1892 bis zum 6. Dezember 1906 Oberbürgermeister der Stadt. In den Jahren 1895 und 1896 war er Abgeordneter der Badischen Ständeversammlung für die Nationalliberale Partei. Im Jahr 1905 wurde er Vorstandsmitglied des neu gegründeten Deutschen Städtetags.
Einer der Wasserspeier des Stephanienbrunnens in Karlsruhe ist ein Porträt Schnetzlers. An der Bahnhofstraße wurde ihm rund ein Jahrzehnt nach seinem Tod ein Denkmal gesetzt, dessen ursprüngliche Porträtbüste von dem Bildhauer Otto Feist stammte.

## Weblink
- Oberbürgermeister der Stadt Karlsruhe von 1809 bis 2006 (Memento vom 29. April 2010 im Internet Archive)